# 赤楠合位節蜱
赤楠合位節蜱（学名：Cosella szygia）为節蜱科合位節蜱屬下的一个种。